# Jogersö

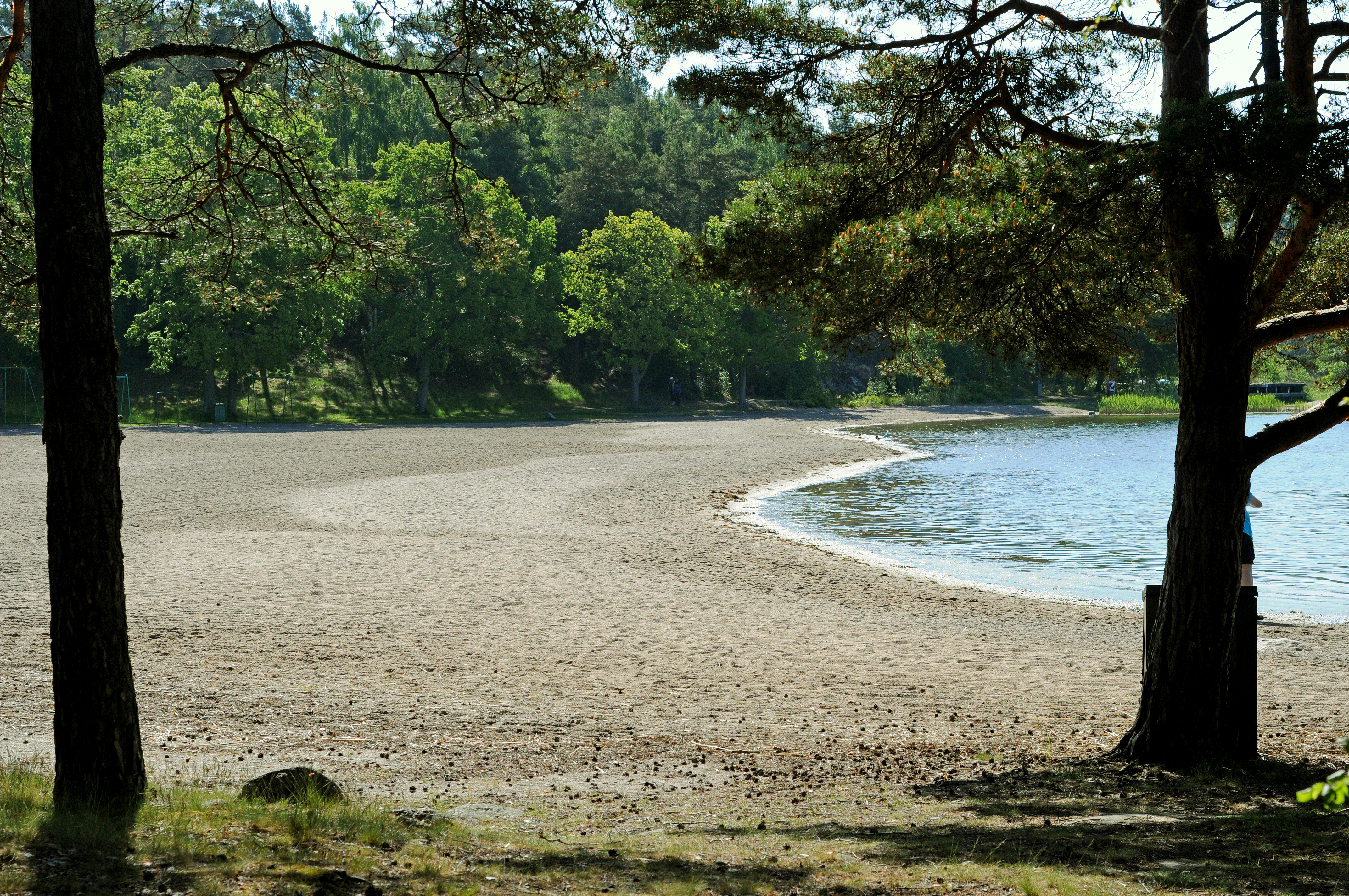
Jogersö havsbad.

Jogersö är en stadsdel i Oxelösund belägen cirka tre kilometer väster om tätorten.
Stadsdelen består av fritidsbebyggelse och fritidsanläggningar med bland annat, havsbad, campingplats och motionsspår.

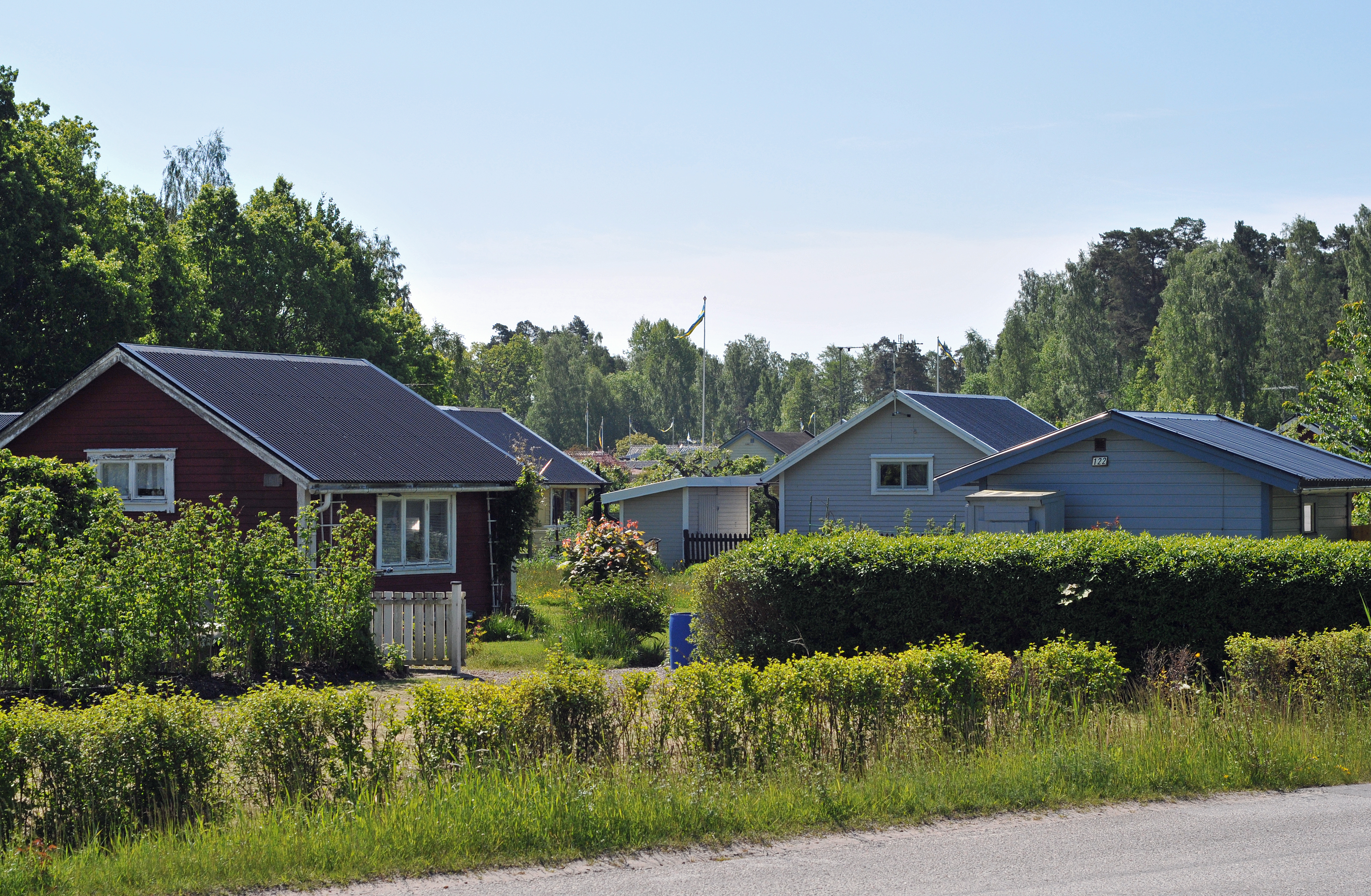
Jogersö koloniträdgård.
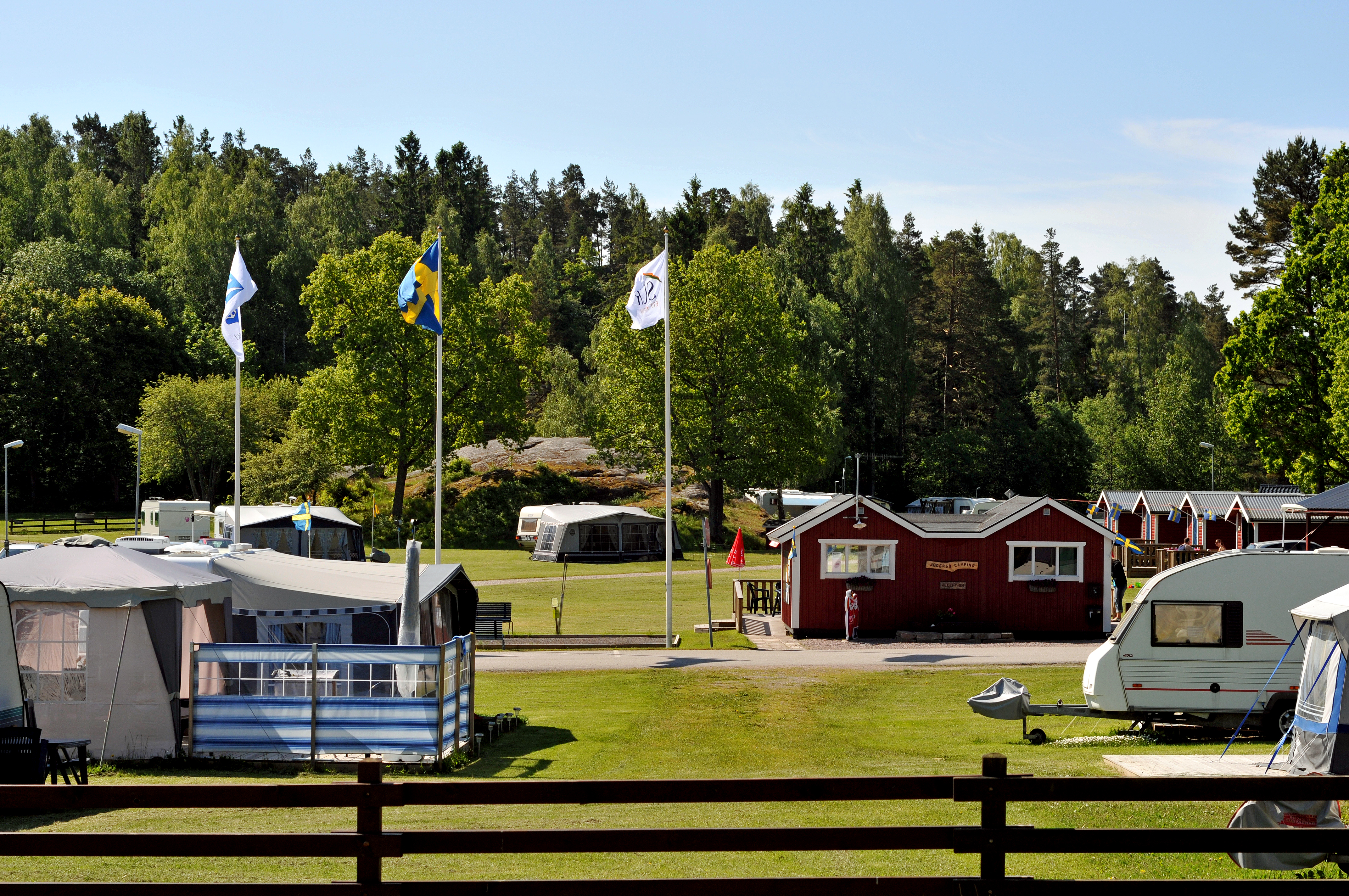
Jogersö camping.
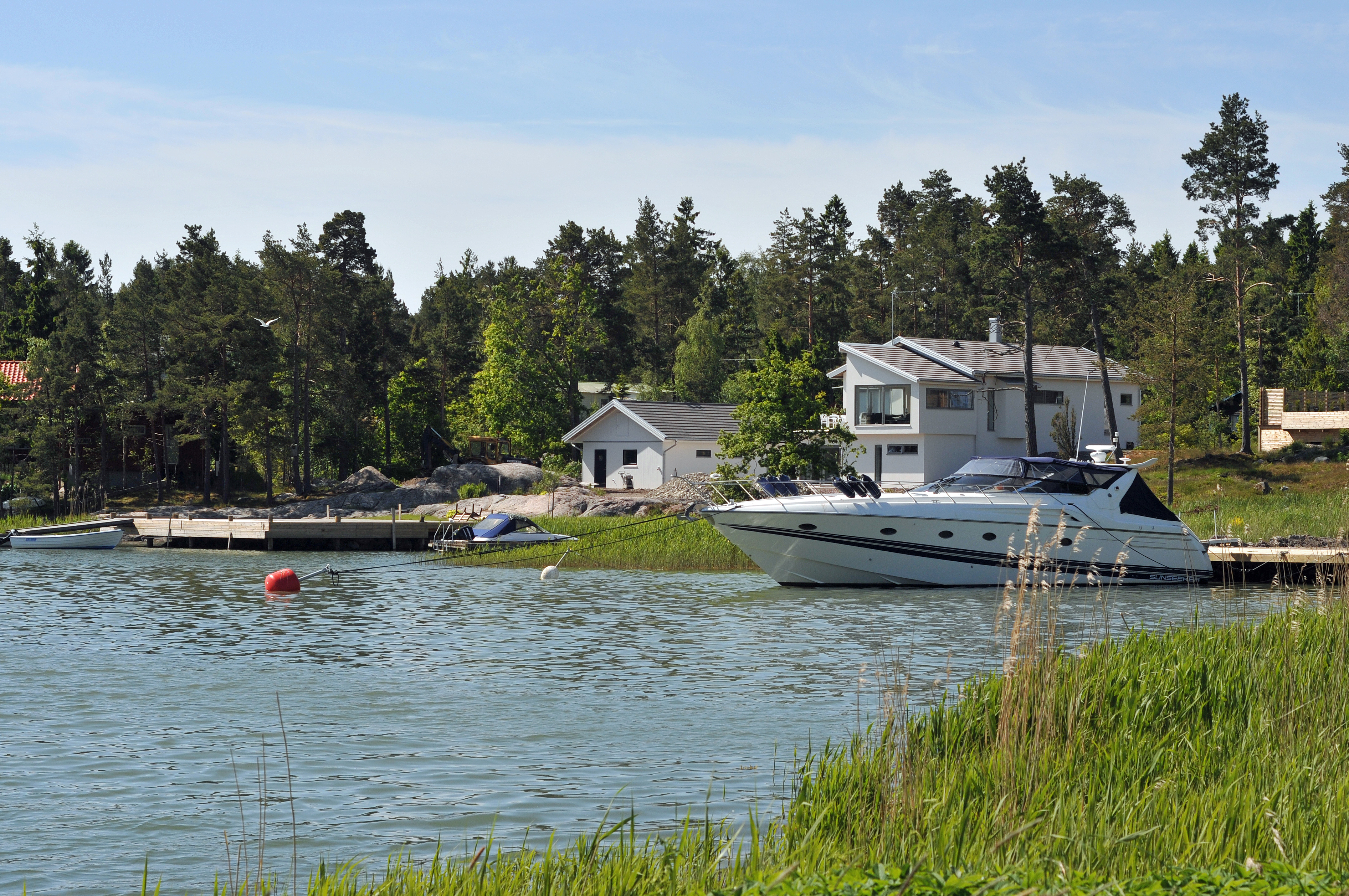